# Liste des monuments historiques de Morlaix
Cet article recense les monuments historiques de Morlaix, en France.

## Statistiques
Morlaix compte 23 édifices comportant au moins une protection au titre des monuments historiques, soit 3 % des monuments historiques du département du Finistère. 12 édifices comportent au moins une partie classée ; les 11 autres sont inscrits.
Le graphique suivant résume le nombre d'actes de protection par décennies :

## Liste
| Monument                           | Adresse                          | Coordonnées                        | Notice         | Protection     | Date      | Illustration                       |
| ---------------------------------- | -------------------------------- | ---------------------------------- | -------------- | -------------- | --------- | ---------------------------------- |
| Chapelle Notre-Dame-de-la-Fontaine | 3, rue Sainte-Marthe             | 48° 34′ 46″ nord, 3° 49′ 27″ ouest | « PA00090125 » | Classé         | 1909      | Chapelle Notre-Dame-de-la-Fontaine |
| Chapelle Sainte-Geneviève          | Rue Sainte-Geneviève             | 48° 35′ 38″ nord, 3° 48′ 23″ ouest | « PA00090126 » | Classé         | 1947      | Chapelle Sainte-Geneviève          |
| Château de Keranroux               | Kéranroux Ploujean               | 48° 35′ 51″ nord, 3° 50′ 26″ ouest | « PA00090488 » | Inscrit        | 1992      | Château de Keranroux               |
| Couvent des Jacobins               | Place des Jacobins               | 48° 34′ 37″ nord, 3° 49′ 30″ ouest | « PA00090124 » | Classé         | 1983      | Couvent des Jacobins               |
| Couvent des Ursulines              | 3, rue des Ursulines             | 48° 34′ 38″ nord, 3° 49′ 15″ ouest | « PA29000047 » | Inscrit Classé | 2002 2004 | Couvent des Ursulines              |
| Église Notre-Dame de Ploujean      | Ploujean                         | 48° 36′ 19″ nord, 3° 50′ 03″ ouest | « PA00090127 » | Classé         | 1914 1951 | Église Notre-Dame de Ploujean      |
| Église Saint-Mathieu               | Rue Saint-Mathieu                | 48° 34′ 30″ nord, 3° 49′ 27″ ouest | « PA00090128 » | Classé         | 1914      | Église Saint-Mathieu               |
| Église Saint-Mélaine               |                                  | 48° 34′ 44″ nord, 3° 49′ 42″ ouest | « PA00090129 » | Classé         | 1914      | Église Saint-Mélaine               |
| Hôtel de François du Parc          | 15, place des Otages             | 48° 34′ 44″ nord, 3° 49′ 44″ ouest | « PA00090130 » | Inscrit        | 1968      | Hôtel de François du Parc          |
| Immeuble                           | 14 Grande Rue                    | 48° 34′ 37″ nord, 3° 49′ 37″ ouest | « PA29000035 » | Inscrit        | 1998      | Immeuble                           |
| Immeuble                           | 13, rue Ange-de-Guernisac        | 48° 34′ 41″ nord, 3° 49′ 38″ ouest | « PA00090131 » | Inscrit        | 1971      | Immeuble                           |
| Immeuble                           | 49, rue Ange-de-Guernisac        | 48° 34′ 44″ nord, 3° 49′ 41″ ouest | « PA00090132 » | Inscrit        | 1972      | Immeuble                           |
| Immeuble                           | 13 rue Longue                    | 48° 34′ 36″ nord, 3° 49′ 46″ ouest | « PA29000110 » | Inscrit        | 2022      | Image manquante Téléverser         |
| Maison Le Clique                   | Le Clique                        | 48° 37′ 05″ nord, 3° 51′ 17″ ouest | « PA00135268 » | Inscrit        | 1995      | Maison Le Clique                   |
| Maison Cornic                      | Le Clique                        | 48° 37′ 06″ nord, 3° 51′ 16″ ouest | « PA00090134 » | Inscrit        | 1976      | Maison Cornic                      |
| Maison de la duchesse Anne         | 33, rue du Mur                   | 48° 34′ 34″ nord, 3° 49′ 36″ ouest | « PA00090135 » | Classé         | 1883      | Maison de la duchesse Anne         |
| Maison Pénanault                   | 10, place Charles-de-Gaulle      | 48° 34′ 52″ nord, 3° 49′ 50″ ouest | « PA29000055 » | Inscrit        | 2006      | Maison Pénanault                   |
| Maison à pondalez                  | 9, Grande Rue                    | 48° 34′ 37″ nord, 3° 49′ 38″ ouest | « PA00090133 » | Classé         | 1987      | Maison à pondalez                  |
| Manoir de Kéroch'iou               | Kéroch'iou                       | 48° 36′ 07″ nord, 3° 50′ 39″ ouest | « PA00090136 » | Classé         | 1979      | Manoir de Kéroch'iou               |
| Manoir de Traon Feunteniou         | Traon Feunteniou Ploujean        | 48° 36′ 43″ nord, 3° 48′ 28″ ouest | « PA00090489 » | Inscrit        | 1992      | Manoir de Traon Feunteniou         |
| Manufacture des tabacs             | 39, quai de Léon                 | 48° 35′ 00″ nord, 3° 50′ 08″ ouest | « PA29000015 » | Inscrit Classé | 1997 2001 | Manufacture des tabacs             |
| Remparts                           | 3bis, rue des Vieilles-Murailles | 48° 34′ 35″ nord, 3° 49′ 41″ ouest | « PA29000006 » | Inscrit        | 1996      | Remparts                           |
| Théâtre municipal                  | 27, rue de Brest                 | 48° 34′ 33″ nord, 3° 49′ 45″ ouest | « PA29000007 » | Inscrit Classé | 1996 1998 | Théâtre municipal                  |
| Viaduc                             |                                  | 48° 34′ 45″ nord, 3° 49′ 33″ ouest | « PA00090137 » | Inscrit        | 1975      | Viaduc                             |